# Бершеда Роман Васильович
Роман Васильович Бершеда (20 липня 1912, Славута — 23 жовтня 1979, Київ) — український правознавець, доктор юридичних наук (з 1973 року), професор (з 1973 року).

## Біографія
Народився 20 липня 1912 року у місті Славуті (тепер Хмельницької області). З 1934 року працював в органах юстиції. У 1938 році був призначений директором Київської юридичної школи Міністерства юстиції УРСР, викладав там адміністративне право. Під час радянсько-німецької війни — в діючій армії. Після демобілізації знову очолював Київську юридичну школу. У 1946 році закінчив Всесоюзний заочний юридичний інститут у Москві. З 1948 і до кінця життя працював у Київській ВПШ: старшим викладачем, деканом, заступником завідувача кафедри радянського державного будівництва і права. Одночасно викладав у Київському університеті та педагогічному інституті. Як консультант залучався Верховної Ради УРСР до роботи над проектами нормативних актів.

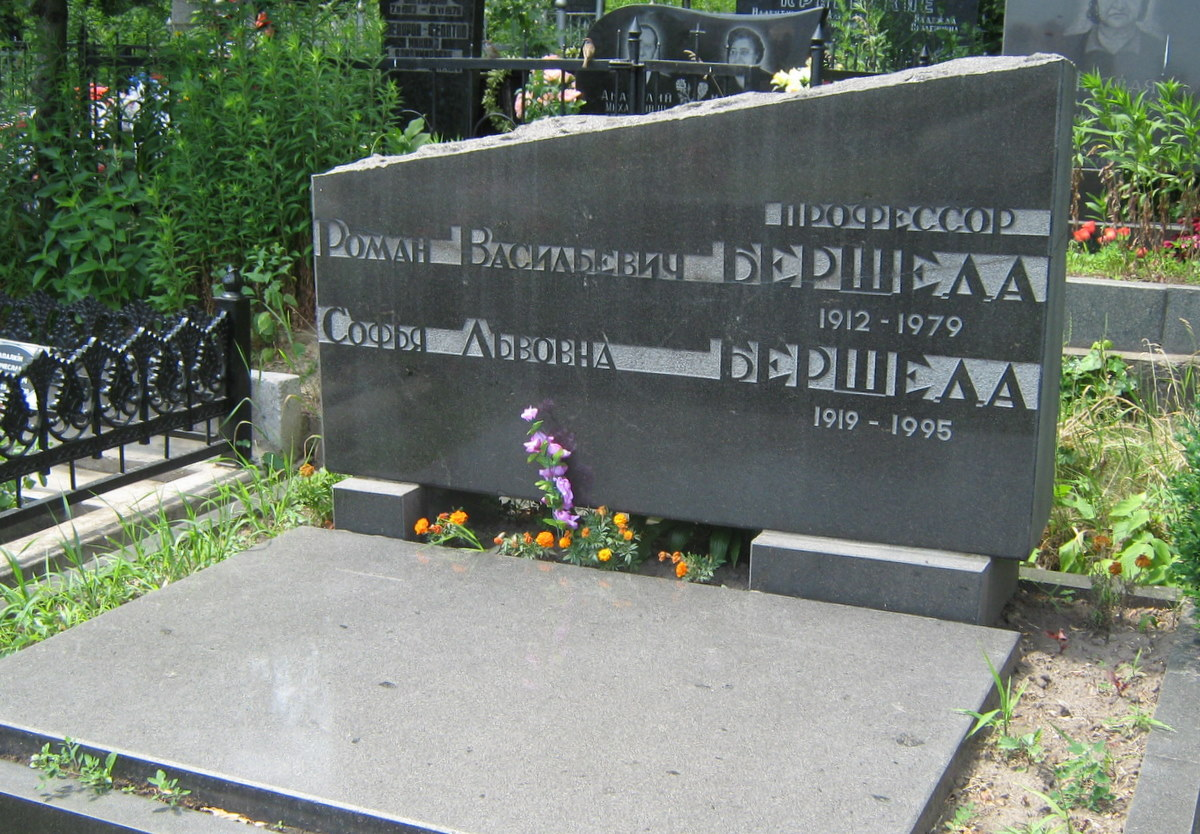
Могила Романа Бершеди

Помер 23 жовтня 1979 року. Похований в Києві на Байковому кладовищі.

## Наукова діяльність
Досліджував проблеми загальної теорії держави і права, конституційного і адміністративного права, прав людини, демократії і законності, організації і діяльності місцевих рад. Основні праці:
- «Виконавчий комітет районної ради» (1958);
- «Сільська, селищна рада і питання соціалістичної законності» (1970);
- «Питання соціалістичної законності в діяльності районної ради депутатів трудящих, її виконавчих та розпорядчих органів» (1971).